# مرکز فدرال جراحی مغز و اعصاب (تیومن)
مرکز فدرال جراحی مغز و اعصاب (به لاتین: Federal Center of Neurosurgery) یک جراحی مغز و اعصاب و بیمارستان در روسیه است که در استان تیومن واقع شده است.